# Cordiner Peaks
I Cordiner Peaks sono un gruppo di picchi rocciosi antartici che si estendono su un'area lunga 11 km, situati 15 km a sudovest del
Dufek Massif nella parte settentrionale dei Monti Pensacola in Antartide.
I picchi sono stati scoperti e fotografati il 13 gennaio 1956 nel corso di un volo transcontinentale nonstop dai membri dell'Operazione Deep Freeze I  della U.S. Navy in volo dal Canale McMurdo al Mar di Weddel e ritorno. L'intera catena dei Monti Pensacola è stata mappata dettagliatamente nel 1967-68 dall'United States Geological Survey (USGS) sulla base di rilevazioni e foto aeree scattate dalla U.S. Navy nel periodo 1956-67 utilizzando anche le tecniche di aerofotogrammetria con l'uso di tre fotocamere aviotrasportate.
La denominazione è stata assegnata dall'Advisory Committee on Antarctic Names (US-ACAN) in onore del capitano Douglas L. Cordiner, della U.S. Navy, osservatore a bordo del Lockheed P2V Neptune, l'aereo utilizzato per il volo transcontinentale del 1956.

## Punti di interesse geografico
I punti di interesse geografico comprendono:
- Jaburg Glacier
- Jackson Peak
- Rosser Ridge
- Sumrall Peak